# White River Country Club
De White River Country Club is een countryclub in Witrivier, Zuid-Afrika. De club is opgericht in 1973 en heeft een 18-holes golfbaan met een par van 72.
Naast een golfbaan, heeft de club een veld voor hockey en cricket en ook tennis- en squashbanen. De club ligt ten noorden van de stad en in de buurt van de lokale dam, de "Longmere Dam".

## De baan
De golfbaan werd ontworpen door de golfbaanarchitect Gary Player. De fairways en de tees zijn beplant met kikuyugras, een tropische grassoort, en de greens met struisgras.
De golfbaan heeft vijf holes met een par van 5, acht holes met een par van 4 en vijf holes met een par van 3.

## Golftoernooien
- Vodacom Series: 1997 & 1998